# قربان بردیف
قربان بکیویچ بردیف (ترکمنی: Gurban Bekiýewiç Berdiýew, روسی: Курбан Бекиевич Бердыев؛ زادهٔ ۲۵ اوت ۱۹۵۲) بازیکن سابق و مربی فوتبال ترکمنستانی-روسی است.

## حرفه

### بازی حرفه ای
بردیف فوتبال را از باشگاه کوپت داغ (کلخوزچی سابق) شروع کرد. او نخست در سال ۱۹۶۶ در تیم نوجوانان و جوانان باشگاه و از سال ۱۹۷۱ توانست برای تیم بزرگسالان بازی کند.

### مربیگری حرفه ای
- ۱۹۸۶–۱۹۸۹ - باشگاه خیمیک جامبول (لیگ دوم اتحاد جماهیر شوروی)؛
- ۱۹۹۱–۱۹۹۳ - باشگاه تراز (لیگ برتر قزاقستان)؛
- ۱۹۹۳–۱۹۹۴ - باشگاه گنچلربیرلیگی (سوپر لیگ برتر ترکیه)؛
- ۱۹۹۴–۱۹۹۵ -باشگاه کابرات (لیگ برتر قزاقستان)؛
- ۱۹۹۶–۱۹۹۷ - باشگاه کاسپی (لیگ برتر قزاقستان)؛
- ۱۹۹۷–۱۹۹۹ - باشگاه نسا عشق آباد (لیگ ترکمنستان)؛
- ۱۹۹۹ - تیم ملی فوتبال ترکمنستان؛
- ۲۰۰۰–۲۰۰۱ - باشگاه کریستال اسمولنسک (بخش اول روسیه)؛
- ۲۰۰۱ تا ۲۰۱۳ - باشگاه روبین کازان (لیگ برتر روسیه)؛
- ۲۰۱۴–۲۰۱۷ - باشگاه روستوف (لیگ برتر روسیه).

وی در ۹ ژوئن ۲۰۱۷ مجدداً به باشگاه فوتبال روبین کازان بازگشت.

## افتخارات سرمربی گری
نیسا (۱۹۹۸–۱۹۹۹)
- لیگ ترکمنستان (۱): ۱۹۹۹
- جام حذفی ترکمنستان (۱): ۱۹۹۸

روبین (۲۰۰۲–۲۰۱۳)
- اولین بخش روسیه (۱): ۲۰۰۲
- لیگ برتر روسیه (۲): ۲۰۰۸، ۲۰۰۹
- جام حذفی روسیه (۱): ۲۰۱۲
- سوپر جام روسیه (۲): ۲۰۱۰، ۲۰۱۲

روستوف (۲۰۱۴–۲۰۱۶)

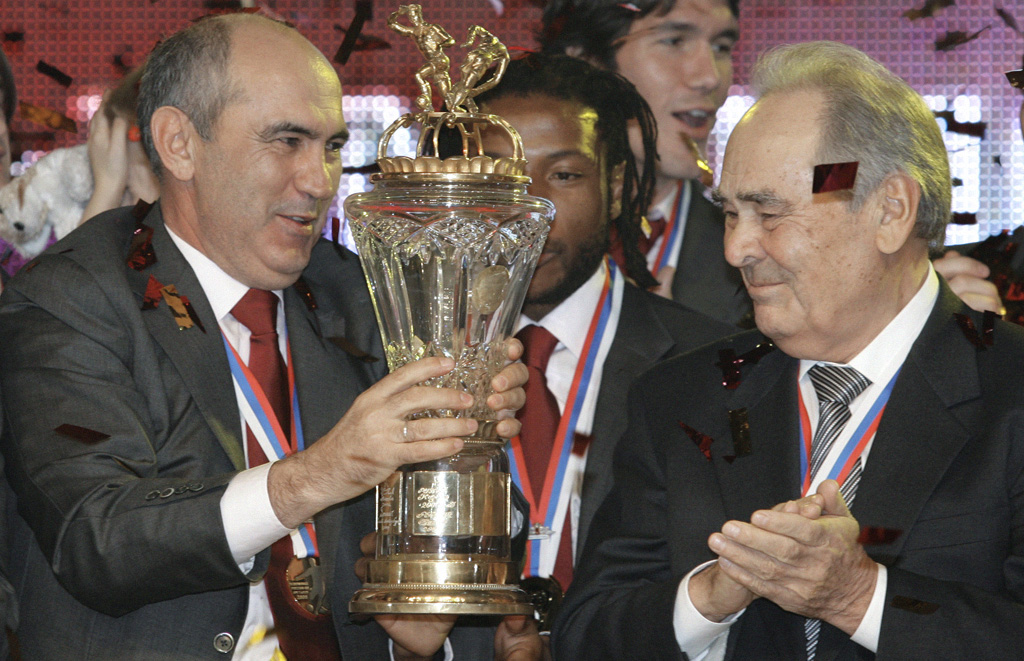
قربان بردیف و مینتیمر شایمییف، رئیس‌جمهور اسبق تاتارستان، در مراسم اهدای جام و مدال طلای لیگ برتر روسیه به باشگاه روبین کازان

- مسابقات لیگ برتر روسیه (۱): ۲۰۱۵–۱۶

### بالاترین پیشرفت در مسابقات باشگاه‌های قاره
- جام برندگان جام آسیا - دور دوم (۱۹۹۸–۱۹۹۹)
- لیگ قهرمانان یوفا - جایگاه سوم در مرحله گروهی (۲۰۰۹–۲۰۱۰)، (۲۰۱۰–۲۰۱۱)، (۲۰۱۶–۲۰۱۷)؛
- لیگ اروپا یوفا - یک چهارم نهایی (۲۰۱۲–۲۰۱۳)

### افتخارات شخصی
- بهترین مربی فوتبال در روسیه (اتحادیه فوتبال روسیه) - ۲۰۰۹

## زندگی شخصی

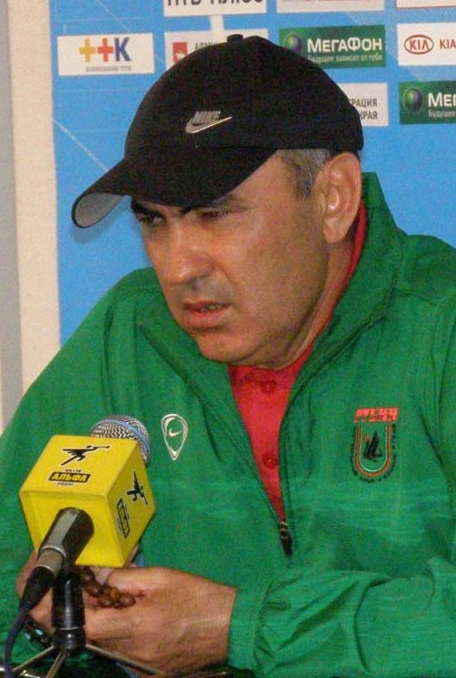

بردیف همیشه با خود تسبیح همراه دارد و معتقد است که برای او احساس خوب به همراه داشته و هنگام تماشای بازی به او آرامش و احساس خوبی دست می‌دهد. وی باور دارد تسبیح موجب کاهش استرس و تسکین ناراحتی‌هایش بوده‌است و به عنوان نوعی نیاز برای خود احساس می‌کند و امیدوار دیگران عقیده و نظر او را درک کرده و احترام بگذارند.
تحصیلات - مدرسه فنی راه‌آهن عشق آباد(۱۹۶۷–۷۱)، دانشگاه ایالتی ترکمنستان (۱۹۷۱–۱۹۷۵)، مدرسه مربیگری عالی مسکو (۱۹۸۹–۱۹۹۱). وی در سالهای ۱۹۷۹–۸۰ با درجه ستوان یکمی در ارتش شوروی خدمت کرده‌است.
بردیف به عنوان یک فرد بسیار درونگرا شناخته می‌شود.
نام همسرش روزا بردیوا است. بردیف دارای دو پسر و یک دختر است. مراد بردیف اولین فرزند بزرگ از ازدواج اول (متولد ۱۹۷۵)، موسیقدان، تهیه‌کننده و بازیگر سینما. فرزند دوم الله بردی بردیف (متولد ۱۹۹۶) فوتبالیست، در آکادمی جوانان روبین کازان بازی می‌کند. دخترش آیلار بردیووا دانش آموز.
در سال ۲۰۱۲، فدراسیون روسیه جهت تشکر و قدردانی از زحماتش بالاترین نشان روسیه، مدال دوستی را به بردیف اهدا کرد.